# Lucius Mummius Achaicus
Lucius Mummius Achaicus war ein römischer Politiker um die Mitte des 2. Jahrhunderts v. Chr., der durch die Zerstörung Korinths im Jahre 146 v. Chr. berühmt wurde.

## Familie
Mummius war Angehöriger der plebejischen gens Mummia und Sohn des Lucius Mummius, der als Volkstribun 187 v. Chr. gegen die Scipionen vorging und als Prätor 177 v. Chr. die Rückkehr der Latiner aus Rom übersah. Lucius’ Bruder Spurius begleitete ihn als Legat nach Griechenland und gehörte zum Philosophenkreis um Scipio Aemilianus. Seine Urenkelin Mummia Achaica war die Mutter des Kaisers Galba.

## Karriere
Mummius kämpfte 153 v. Chr. als Prätor im jenseitigen Spanien gegen die von Caesarus geführten Lusitaner. Nach einer initialen Niederlage im Feld errang er bei der mauretanischen Stadt Okile einen überwältigenden Sieg und feierte im folgenden Jahr einen Triumph.
Im Jahr 146 v. Chr. wurde er Konsul und erhielt den Oberbefehl über die Truppen in Achaia, wo der Proprätor Q. Caecilius Metellus bereits seit 148 v. Chr. erfolgreich gekämpft hatte. Nach einem Sieg über die unter Diaios kämpfenden Korinther eroberte Mummius ihre Stadt und zerstörte sie völlig. Die Einwohner wurden in die Sklaverei verkauft und Kunstwerke, aber auch andere Wertgegenstände wie die Echeia des Theaters, wurden nach Rom gebracht. In seinem Vorgehen befolgte er einen Senatsbeschluss; Plünderungen durch Soldaten sollten nicht ihm zur Last gelegt werden.
Nach der Zerstörung Korinths blieb er als Prokonsul in Griechenland, wo er mit einer Kommission aus zehn Senatoren die Provinz Achaea einrichtete und eine Rundreise durch Griechenland unternahm, welche in etwa der Route folgte, die Lucius Aemilius Paullus Macedonicus, der Eroberer Makedoniens, bereits zwanzig Jahre zuvor bereist hatte. Später in diesem Jahr feierte er einen prächtigen Triumph über Achäer und Korinther und erhielt inoffiziell den Beinamen Achaicus.
Im Jahr 142 v. Chr. stiftete er die Kunstwerke aus der Beute verschiedenen Heiligtümern in Griechenland sowie Städten Italiens und Spaniens. Im selben Jahr wurde er Zensor zusammen mit Scipio Aemilianus, mit dem es bald zu Konflikten kam.
Kurz nach Ende der Zensur, die er nach einem Jahr niederlegte, dürfte er verstorben sein. Er hinterließ einen Sohn und eine Tochter.

## Glaube
Mummius scheint ein Verehrer des Herakles bzw. Hercules gewesen zu sein und besuchte während seiner Rundreise durch Griechenland einige Kultorte des Herakles, obwohl diese etwas abseits seiner Reiseroute lagen. Laut einer Inschrift schwor er während der Schlacht gegen die Korinther, dass er dem „Hercules Victor“ eine Statue errichten und einen Tempel bauen wolle, wenn dieser ihm den Sieg schenke. Die Inschrift, ein in saturnischen Versen verfasstes Elogium auf den Zerstörer Korinths, wurde 1786 auf dem Caelius in Rom gefunden. Vermutlich hat Mummius die Errichtung des Tempels noch während seines Aufenthalts in Griechenland als Prokonsul angeordnet. Bei seiner Rückkehr weihte er den Tempel, noch bevor er das Pomerium überschritt.